# Tianjin
Tianjin (em chinês:  天津;  PRONÚNCIA), anteriormente chamada Tientsin, é um município e uma metrópole costeira no norte da China, na costa do Mar de Bohai, é uma das nove cidades centrais nacionais na China continental, com uma população total de 15 621 200 na estimativa de 2016. Sua área ou metropolitana, composta por 12 distritos centrais (exceto Baodi, Jizhou, Jinghai e Ninghe), abrigava 12 491 300 habitantes em 2016. É a 29ª maior aglomeração do mundo e a 11ª cidade mais populosa do planeta. É governado como um dos quatro municípios sob administração direta do governo central da República Popular da China. Tianjin faz fronteira com a província de Hebei e o município de Pequim, delimitada a leste pela porção do Mar Amarelo no Golfo de Bohai. Parte da orla econômica de Bohai, é também a maior cidade costeira do norte da China.
Em termos de população urbana, Tianjin é a quarta maior da China, depois de Xangai, Pequim e Cantão. Em termos de população da área administrativa, Tianjin ocupa o quinto lugar na China continental. A cidade murada de Tianjin foi construída em 1404. Como porto de tratados desde 1860, Tianjin tem sido um importante porto marítimo e porta de entrada para Pequim. Durante o Levante dos Boxers, a cidade foi a sede do Governo Provisório de Tianjin. Sob a Dinastia Qing e a República da China, Tianjin se tornou uma das maiores cidades da região. Naquela época, vários edifícios e mansões de estilo europeu foram construídos em concessões, muitos das quais estão bem preservadas hoje.
Após a fundação da República Popular da China, Tianjin sofreu uma depressão devido à política do governo central e ao terremoto de Tangshan, mas se recuperou a partir dos anos 1990. Atualmente, Tianjin é uma cidade de núcleo duplo, sendo que sua principal área urbana (incluindo a cidade antiga) está localizada ao longo do rio Hai, que se conecta aos rios Amarelo e Yangtze através do Grande Canal; e Binhai, um núcleo urbano da Nova Área localizado a leste da cidade velha, na costa do Golfo de Bohai. No final de 2010, cerca de 285 empresas da Fortune 500 instalaram uma base em Binhai. Desde 2010, o distrito financeiro de Yujiapu, em Tianjin, ficou conhecido como a "Manhattan da China".

## História

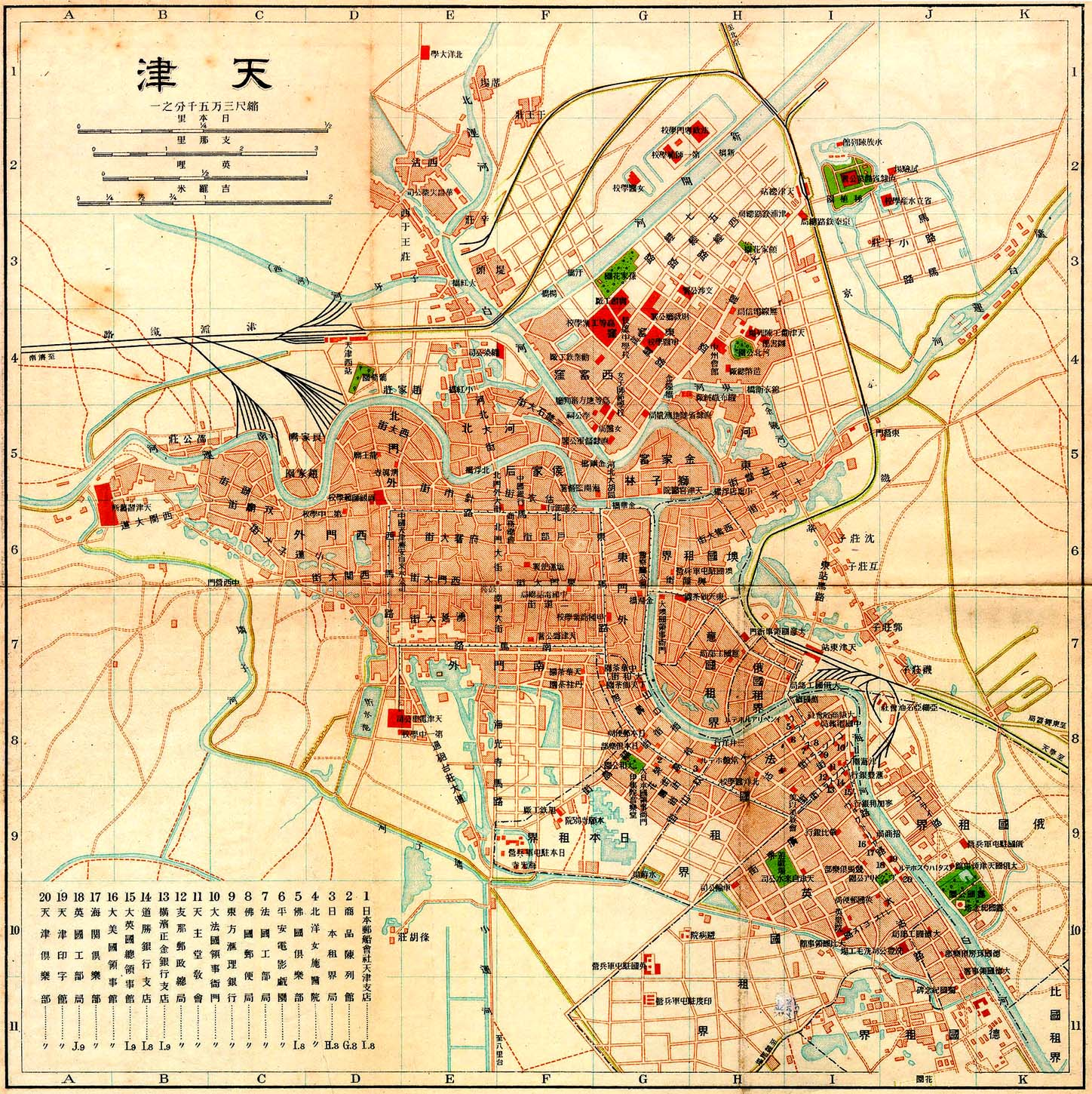
Mapa de Tianjin em 1919

### Concessões estrangeiras e Revolta dos Boxers
Em 1860, o governo chinês cedeu parte da cidade para o estabelecimento de concessões europeias, principalmente britânicas e francesas, que duraram até 1946. Durante a Revolta dos Boxers, em 1900, a cidade foi ocupada por forças ocidentais e as suas muralhas arrasadas.

### Explosões em 2015
Em 12 de agosto de 2015, uma série de explosões ocorreu em um terminal de contêineres matando pelo menos 42 pessoas.

## Geografia

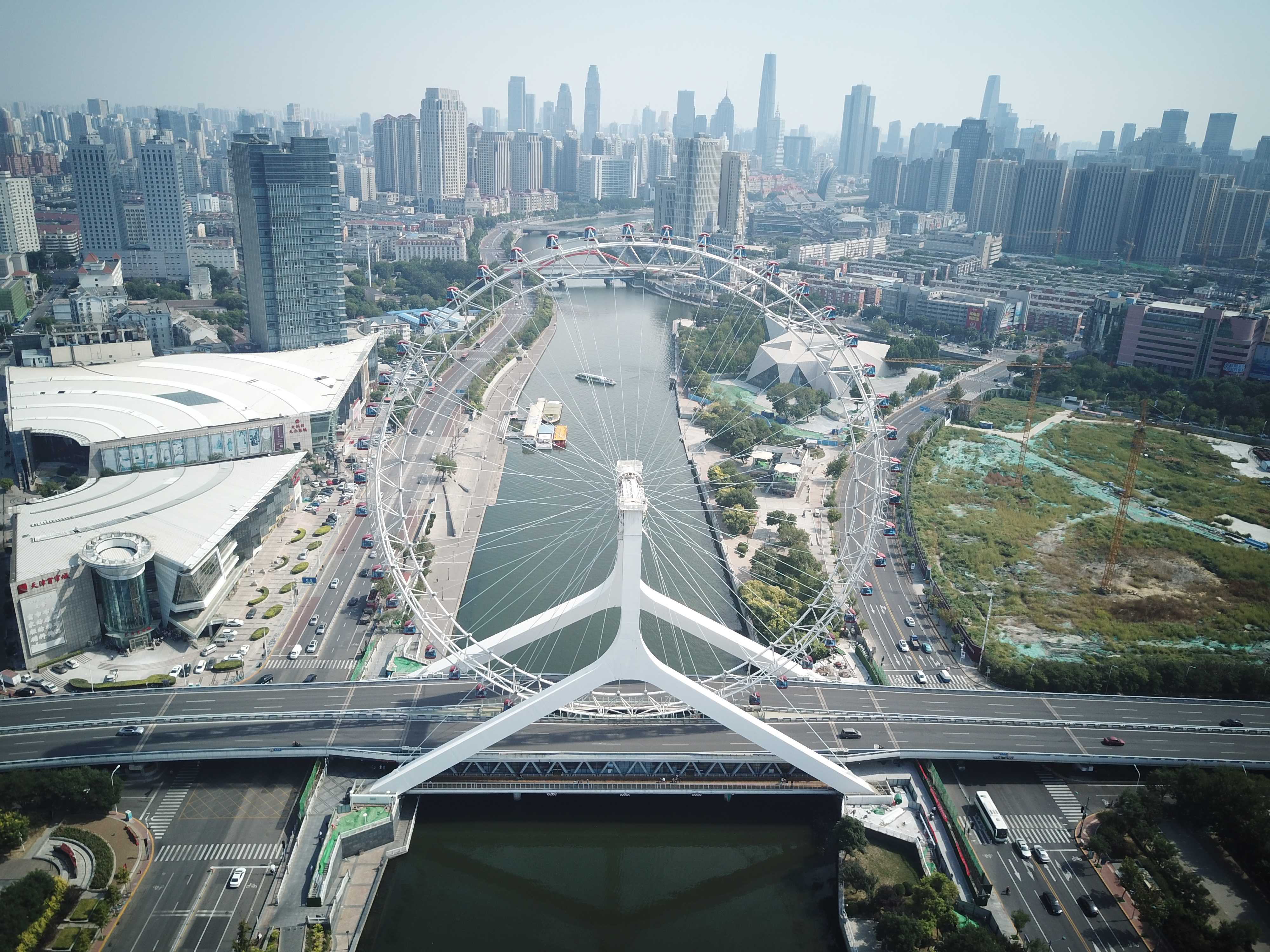
Imagem aérea da região central da cidade

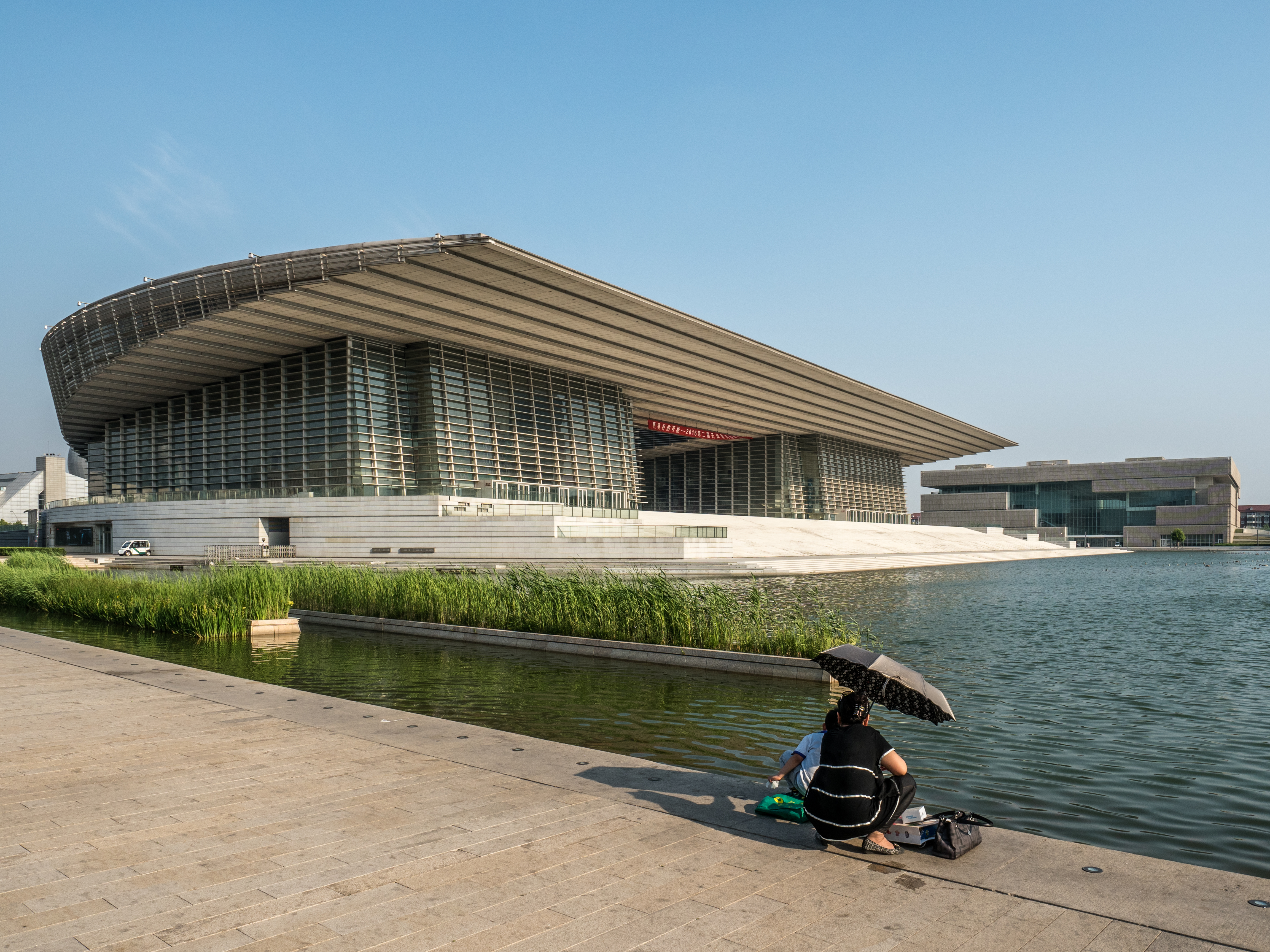
Grande Teatro de Tianjin

Tianjin está localizada ao longo da costa oeste do Golfo de Bohai, com vista para as províncias Shandong e Liaoning através dessas águas, rodeada por Pequim a 120 quilômetros a noroeste e é cercada por Hebei, com exceção de todos os lados. sua fronteira oriental, que faz fronteira com o mar de Bohai. Com latitude variando de 38 ° 34 'a 40 ° 15' N e longitude variando de 116 ° 43 'a 118 ° 04' E, a área total é de 11 860,63 quilômetros quadrados (4 579,41 milhas quadradas). Existem 153 km (95 milhas) de costa e 1.137,48 quilômetros (706,80 milhas) de fronteira terrestre.

### Clima
Tianjin apresenta um clima de quatro estações, influenciado por monções, típico do leste da Ásia (Köppen BSk na fronteira com Dwa), com invernos frios, ventosos e muito secos, refletindo a influência do vasto anticiclone siberiano e verões quentes e úmidos, devido à monção. A primavera na cidade é seca e ventosa, ocasionalmente com tempestades de areia soprando do deserto de Gobi, capazes de durar vários dias. A temperatura média mensal de 24 horas varia de -3,4 °C em janeiro a 26,8°C em julho, com uma média anual de 12,90 °C. A porcentagem mensal de sol varia de 48% em julho a 61% em outubro, sendo que a cidade recebe 2 522 horas de sol anualmente. Com uma precipitação total anual baixa de 511 milímetros, sendo que quase três quintos dela ocorre apenas entre julho e agosto, a cidade fica dentro da zona semi-árida, com partes do município sendo úmidas continentais (Köppen BSk/Dwa, respectivamente). As temperaturas extremas variam de -22,9 °C a 40,5 °C.

### Problemas ambientais
Perante os estudos da Blacksmith Institute, a região de Tianjin é a segunda cidade mais poluída do mundo, perdendo apenas para Linfen, também, na República Popular da China. A formação de excretório de rejeitos ilegais da minas de chumbo, cádmio, entre outros alcalinos, degradam mais a região e a vida dos habitantes. A absorvição destes habitantes está 10 vezes mais do que é recomendado pela Organização Mundial da Saúde.

## Demografia

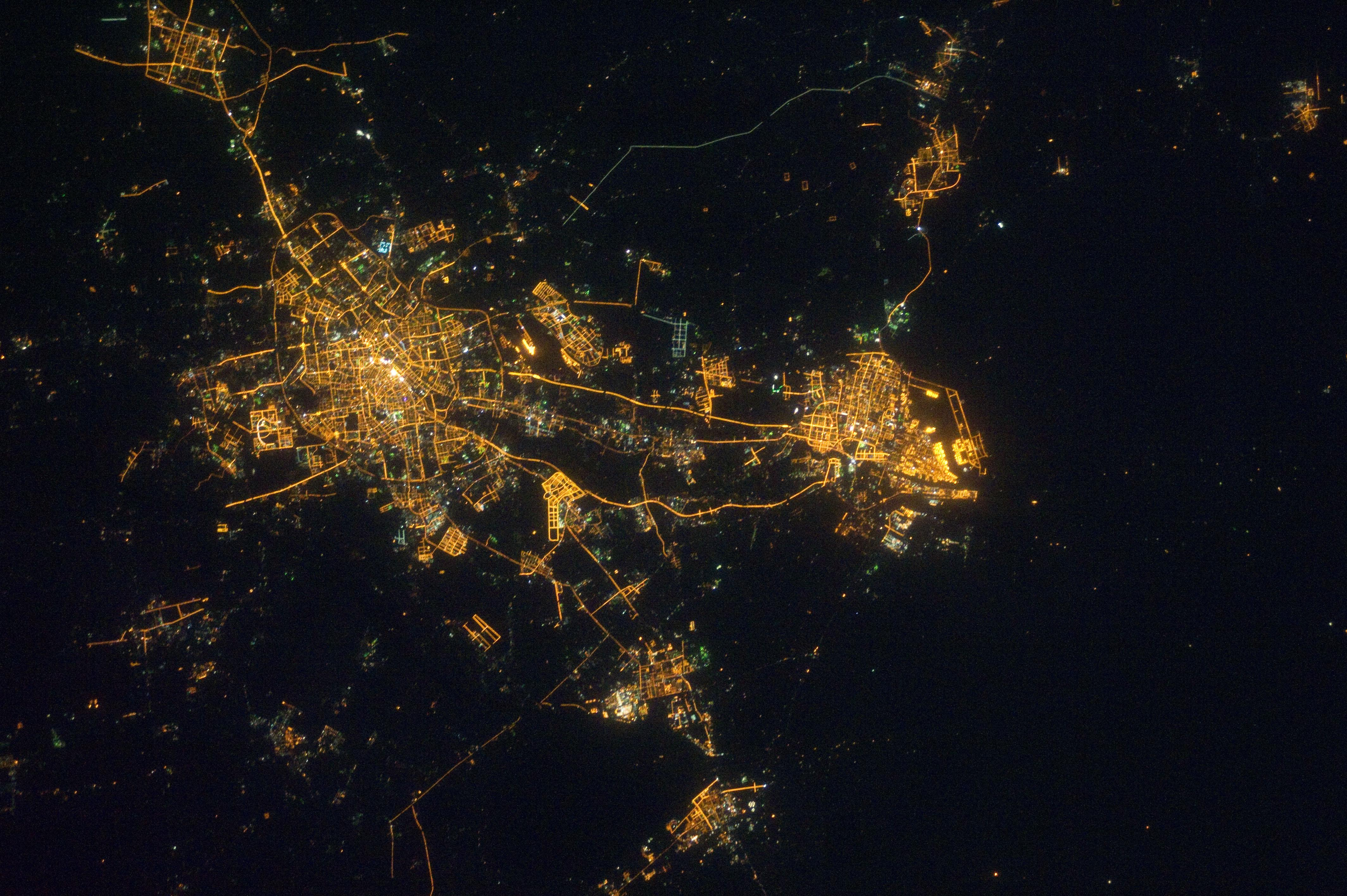
Vista de satélite do município de Tianjin à noite

No final de 2009, segundo o censo realizado pelo governo chinês, a população total do Município de Tianjin (incluindo zonas urbanas e rurais) chegou a 12 280 300 habitantes, dos quais, mais de 9,8 milhões são moradores fixos, isto é, vivem dentro dos limites do município durante todo os meses do ano. Desses moradores fixos, mais de 5,9 milhões, em 2009, viviam em zonas urbanas, enquanto pouco menos de 3,8 milhões em áreas rurais. O governo chinês estima que em 2014, a população total do município de Tianjin (incluindo moradores permanecentes ou não) alcance mais de 14 milhões, dos quais 11,5 milhões devem viver em zonas urbanas.
Segundo dados de 2010, porém, Tianjin figura como a sexta cidade mais populosa da China, em termos de habitantes urbanos, que somavam naquele ano mais de 4,3 milhões de pessoas. À frente de Tianjin nesses mesmos termos dentre todas as cidades chinesas estão apenas Xangai (com 12 milhões), a capital Pequim (com pouco mais de 10 milhões), a região de Hong Kong (com 7,5 milhões de moradores urbanos), e as cidades de Guangzhou (com cerca de 6 milhões) e de Shenzhen (com quase 4,7 milhões). Entretanto, segundo esses mesmos dados de 2010, se considerarmos a população total (incluindo habitantes vivendo em áreas tanto urbanas como rurais), Tianjin figura como a terceira cidade mais populosa do país, atrás somente, nessas mesmas condições (contando tanto moradores urbanos como rurais) de Xangai e de Pequim;
A maioria da população do município é da etnia han que somavam mais de 9,5 milhões dos moradores de Tianjin (ou 97,2% da população) no ano 2000. Entretanto, Tianjin abriga moradores pertencentes às mais variadas etnias, incluindo 51 das 55 consideradas minoritárias dentre a gigantesca população da China. Entre elas, as mais significativas são hui, manchu e mongol.

## Política

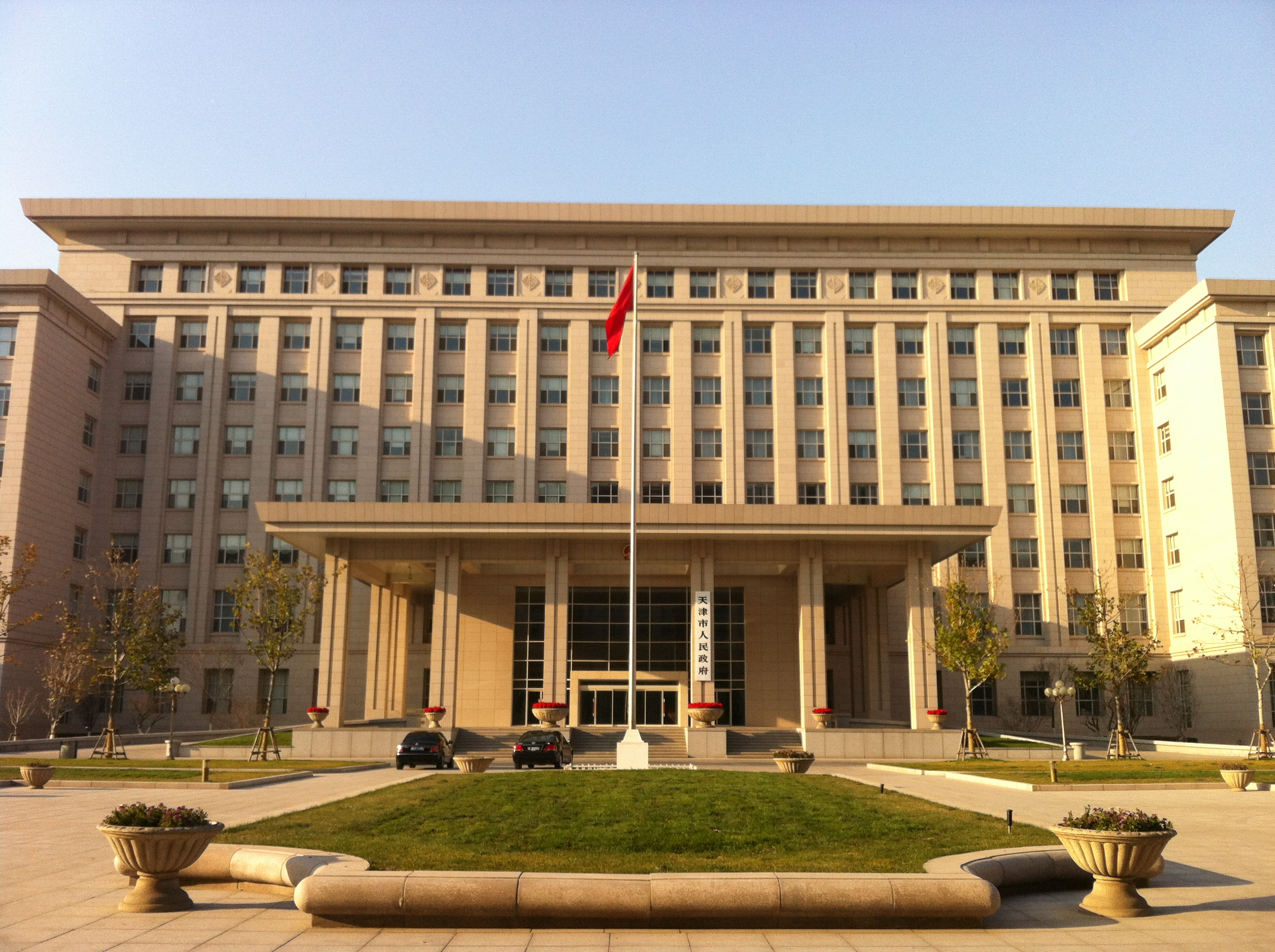
Sede governo municipal de Tianjin

### Cidades-irmãs
- Kobe
- Chiba[16]
- Incheon
- Mobile (Alabama)
- Filadélfia
- Melbourne
- Bangkok
- Phnom Penh
- Pyongyang, North Korea[17]
- Sarajevo
- Abidjan
- Groningen
- Rishon LeZion
- İzmir
- Singapura
- Mar del Plata
- Larnaca[18]
- Jönköping[19]
- Ilhéus[20]

## Subdivisões
| Divisões administrativas de Tianjin | Divisões administrativas de Tianjin | Divisões administrativas de Tianjin | Divisões administrativas de Tianjin | Divisões administrativas de Tianjin | Divisões administrativas de Tianjin | Divisões administrativas de Tianjin | Divisões administrativas de Tianjin | Divisões administrativas de Tianjin | Divisões administrativas de Tianjin | Divisões administrativas de Tianjin | Divisões administrativas de Tianjin | Divisões administrativas de Tianjin | Divisões administrativas de Tianjin | Divisões administrativas de Tianjin |
| --- | ----------------------------------- | ----------------------------------- | ----------------------------------- | ----------------------------------- | ----------------------------------- | ----------------------------------- | ----------------------------------- | ----------------------------------- | ----------------------------------- | ----------------------------------- | ----------------------------------- | ----------------------------------- | ----------------------------------- | ----------------------------------- |
| 1 2 3 4 5 6 Jizhou Baodi Ninghe Binhai Dongli Jinnan Xiqing Beichen Wuqing Jinghai 1. Heping 2. Hexi 3. Hebei 4. Nankai 5. Hedong 6. Hongqiao |                                     |                                     |                                     |                                     |                                     |                                     |                                     |                                     |                                     |                                     |                                     |                                     |                                     |                                     |

## Economia

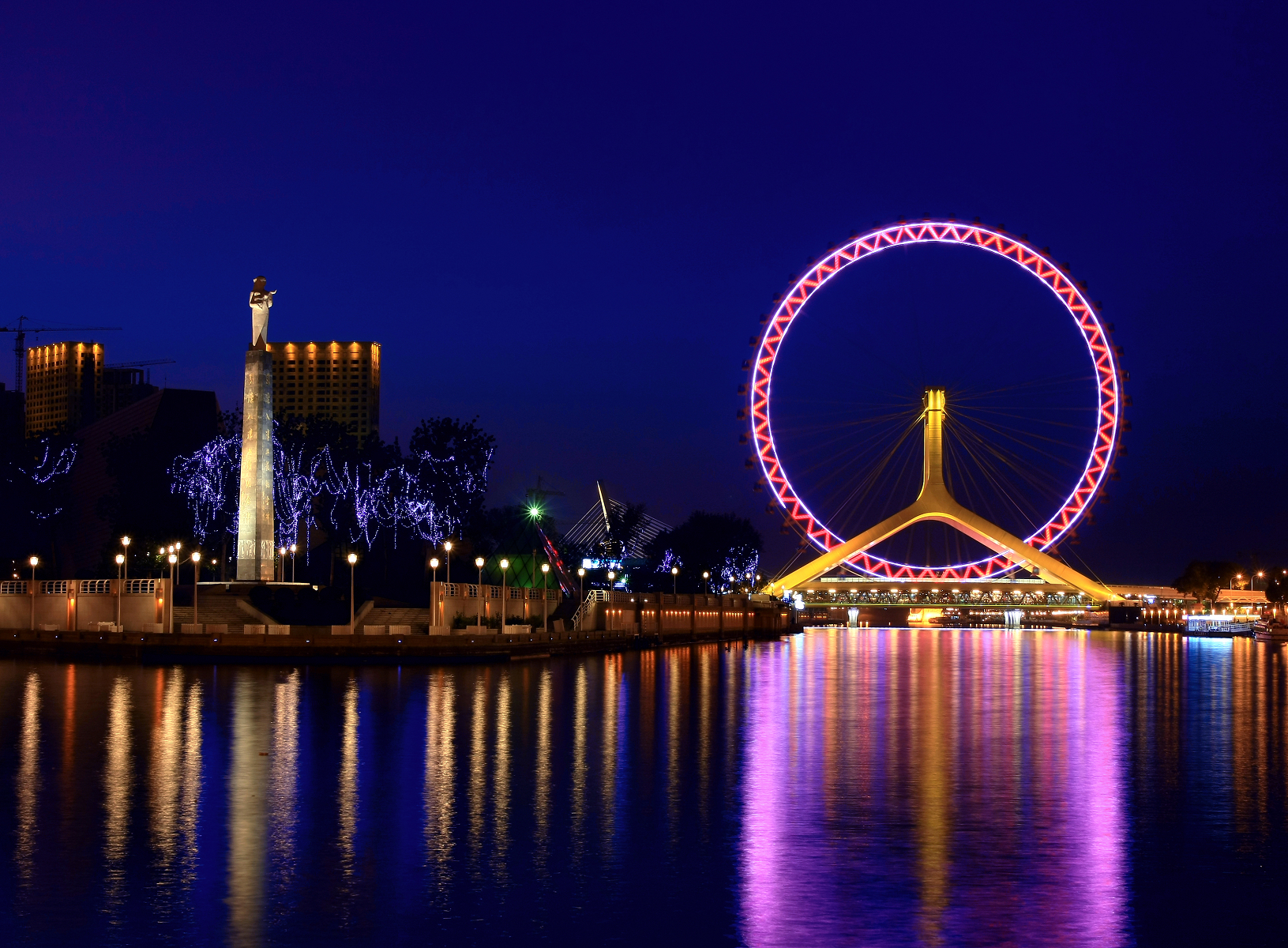
Roda-gigante Tianjin Eye.

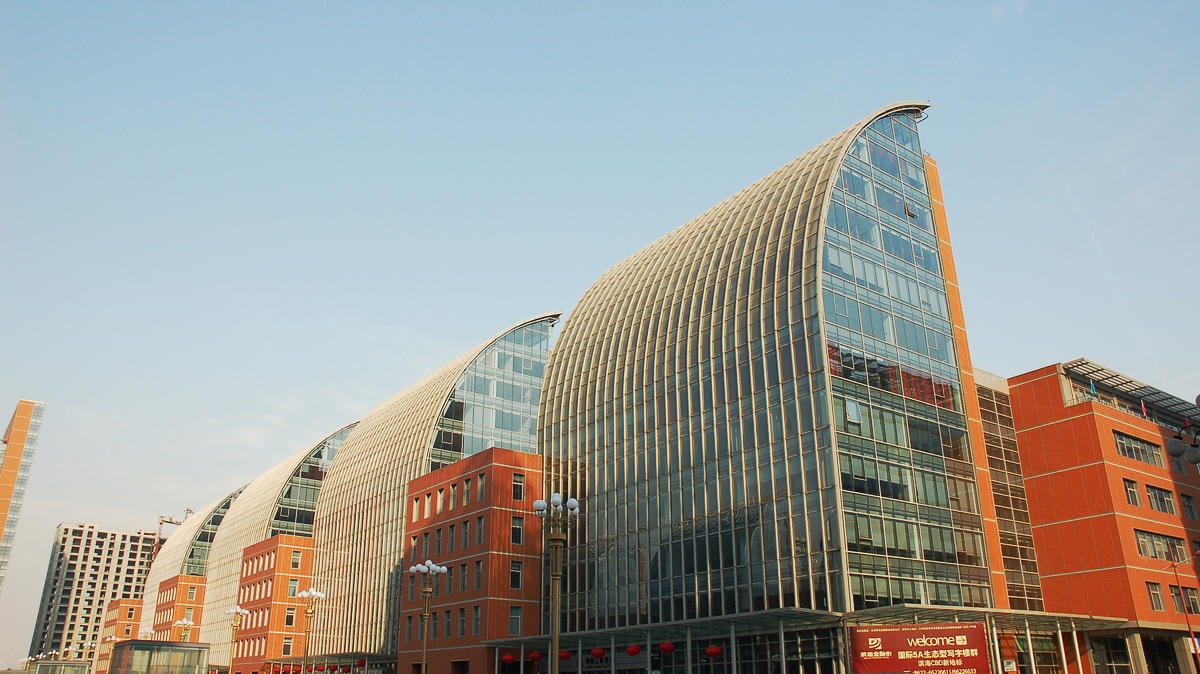
Modernos edifícios localizados dentro do complexo do polo de desenvolvimento industrial-tecnológico de Binhai

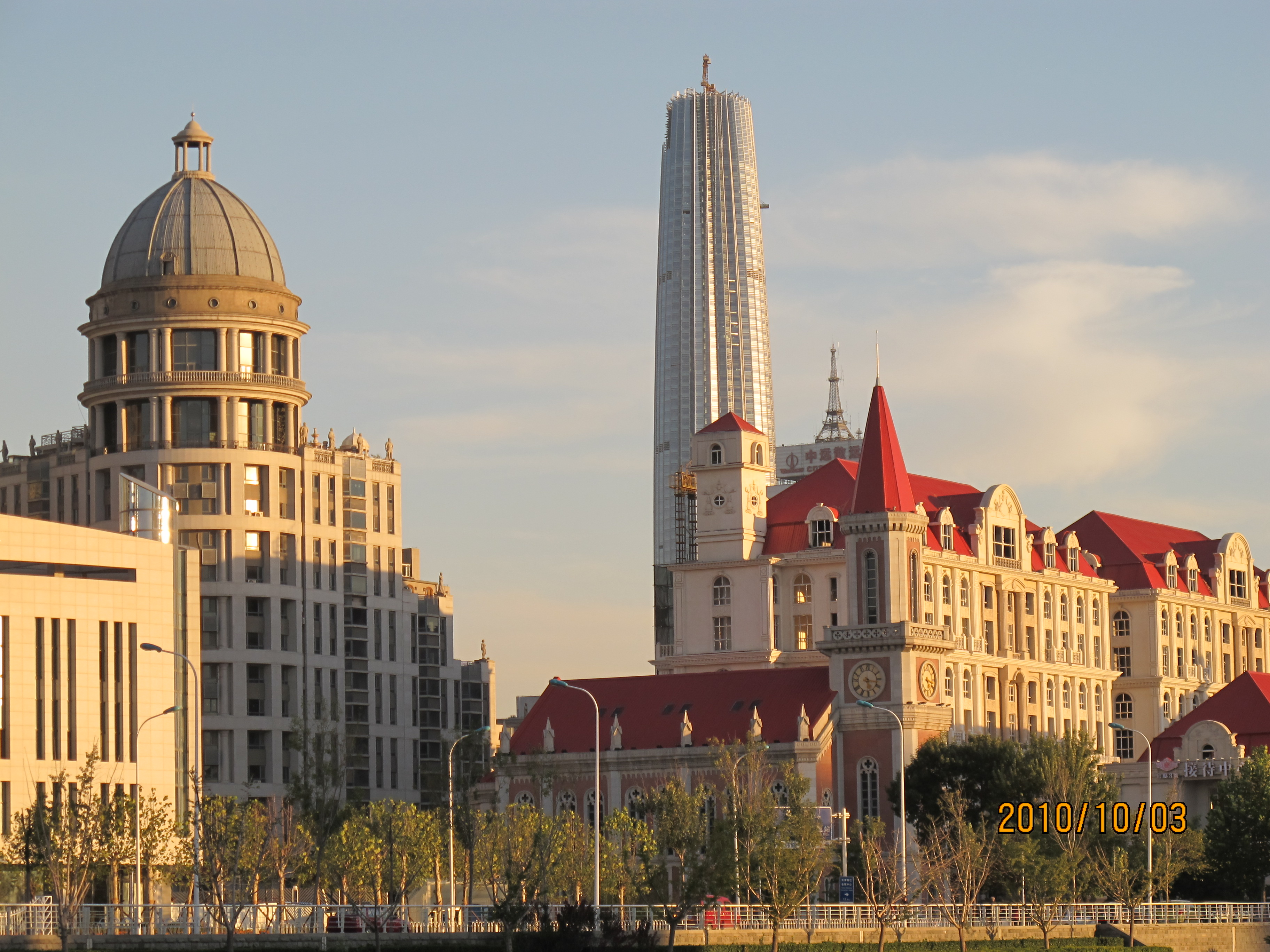
O arranha-céu Tianjin World Financial Center visto a partir do rio.

O Produto Interno Bruto (PIB) nominal de Tianjin foi de CNY1,1 trilhão (cerca de 172 bilhões de dólares) em 2011, com um crescimento de 16,4% em relação ao PIB de 2010, que foi de CNY911 bilhões (aproximadamente 140 bilhões de dólares). Esse PIB faz de Tianjin a quinta cidade mais rica da China, ficando atrás somente de Xangai, Pequim, Guangzhou, Shenzhen e da região autônoma administrativa de Hong Kong.
Em 2010, o PIB nominal per capita de Tianjin alcançou CNY 87 mil (cerca de 13 390 de dólares), tendo Tianjin o maior PIB per capita entre as "grandes cidades chinesas", à frente de Xangai, em segundo, de Pequim, em terceiro e de Shenzhen, em quarto; O setor industrial manufatureiro é o mais importante (responsável por 54,8% do PIB) e a com mais rápida expansão (18,2% anuais) entre todos os setores da economia da Tianjin. Em 2010, a renda média domiciliar mensal per capita dos moradores dos núcleos urbanos da cidade foi de CNY 21,4 mil (cerca de 3,2 mil de dólares), com um crescimento de 10,3% em relação a 2009. No mesmo período, a renda média domiciliar mensal per capita dos moradores de zonas rurais de Município de Tianjin foi de CNY 10,6 mil (cerca de 1,6 mil de dólares).
As principais indústrias instaladas na cidades são indústrias relacionadas à produtos petroquímicos, têxteis, automobilísticos, metalúrgicos e farmacêuticos.
Entre janeiro e dezembro de 2009, Tianjin registrou um crescimento econômico de impressionantes 16,5% em seu PIB, figurando como a segunda unidade administrativa nacional com maior expansão econômica nesse período, ficando atrás somente da região autônoma de Inner Mongolia, no norte do país (que cresceu 16,8% naquele ano), e com uma taxa quase duas vezes superior à média nacional em 2009. Esse tão impressionante boom econômico que Tianjin vem experimentando nos últimos anos deve-se, em parte, aos incentivos dados pelo governo local para indústrias se instalarem lá, aliado à bem constituída e diversificada infraestrutura conquistada nos últimos dez anos pela cidade e a grande quantidade de mão-de-obra;
À exceção dos grandes centros urbanos mundiais, Tianjin conseguiu manter estável o crescimento de sua economia; Em 2008, o PIB total de Tianjin foi de CNY 635,4 bilhões, com um crescimento em relação ao PIB de 2007 de 16,5% (ou cerca de CNY 130,3 bilhões à mais que no ano anterior), figurando como o primeiro ano na história da cidade que ela registrou um crescimento econômico (em termos de valor agregado bruto) acima de CNY 100 bilhões. Em 2010, Tianjin atraiu um total de 13,2 bilhões de dólares em investimentos, tendo mais de 21 mil empresas estrangeiras instaladas e/ou investindo na cidade nos últimos anos, acumulando desde 2008, investimentos estrangeiros totais de mais de 48 bilhões de dólares.
Ao mesmo tempo, o governo de Tianjin vem investindo pesado numa reforma bancária e financeira para a cidade. Aliado à isso, nos últimos cinco anos, Tianjin vem se tornando cada vez mais uma das mais sólidas bases para indústrias de transporte, logística industrial, pesquisas de alta tecnologia e desenvolvimento comercial na China — transformando-se num dos principais hubs para esse tipo de atividade economico-financeira na Ásia. O PIB nominal do Município de Tianjin pulou de 184 000 milhões de yuan (cerca de 28,3 bilhões de dólares) em 2001 para pouco mais de 505 000 milhões de yuan em 2007 (aproximadamente 77,6 bilhões de dólares). Nesse mesmo período, a receita de finanças do governo da cidade saiu de 16 000 milhões de yuan para mais de 54 000 milhões.
Com o aumento da receita, as despesas do governo municipal com ciência e tecnologia, educação, saúde, cultura e transporte atingiram CNY10 bilhões em 2004 (ou cerca de 1,5 bilhão de dólares). A receita líquida municipal também tem sido utilizada pelo governo local na construção de infraestruturas, tais como estradas, pontes e novas casas comerciais. Um dos objetivos de desenvolvimento no chamado 11º Plano Quinquenal é ter receita financeira crescendo a uma taxa de 16% ao ano.

## Infraestrutura

### Transportes

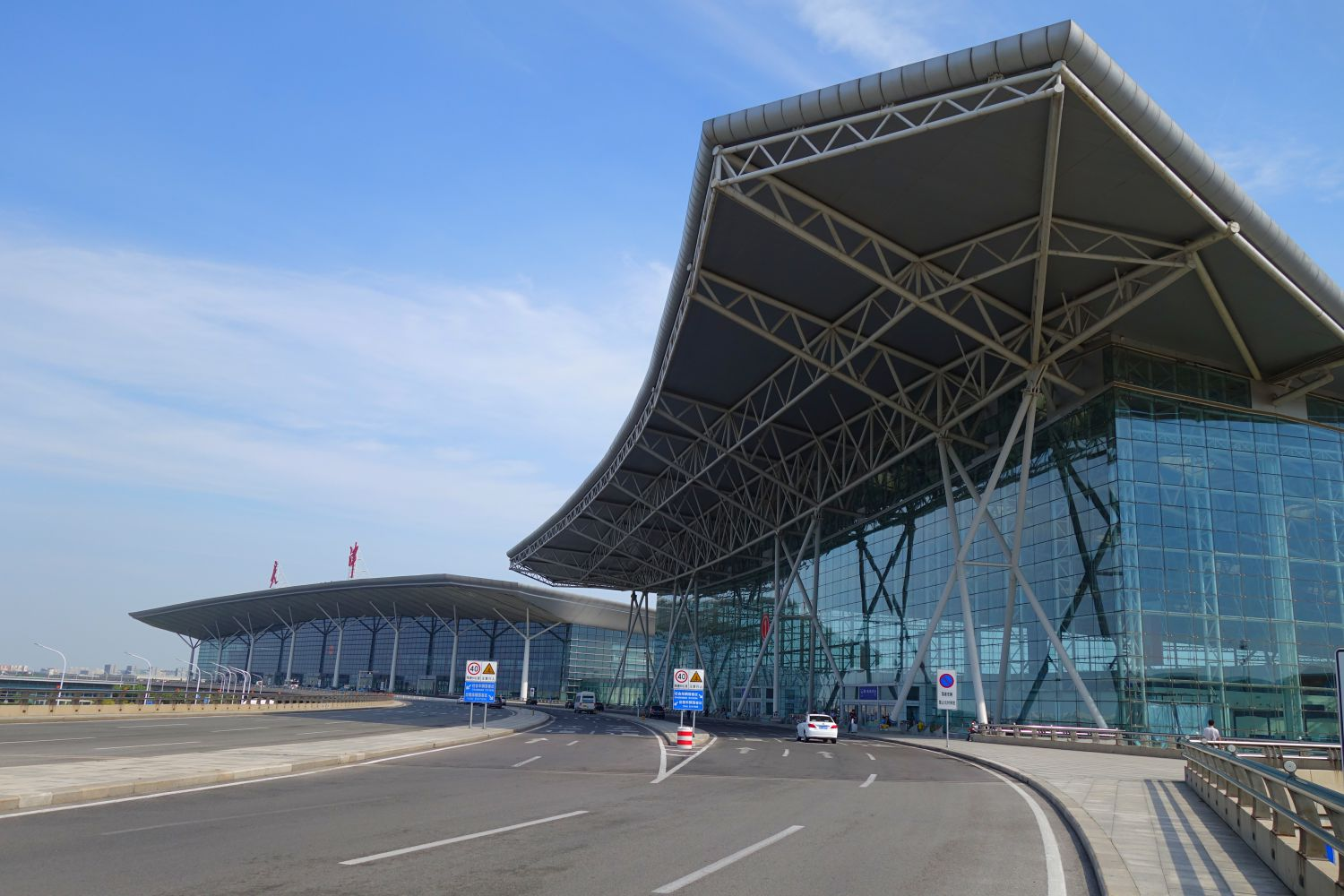
Aeroporto Internacional de Tianjin Binhai

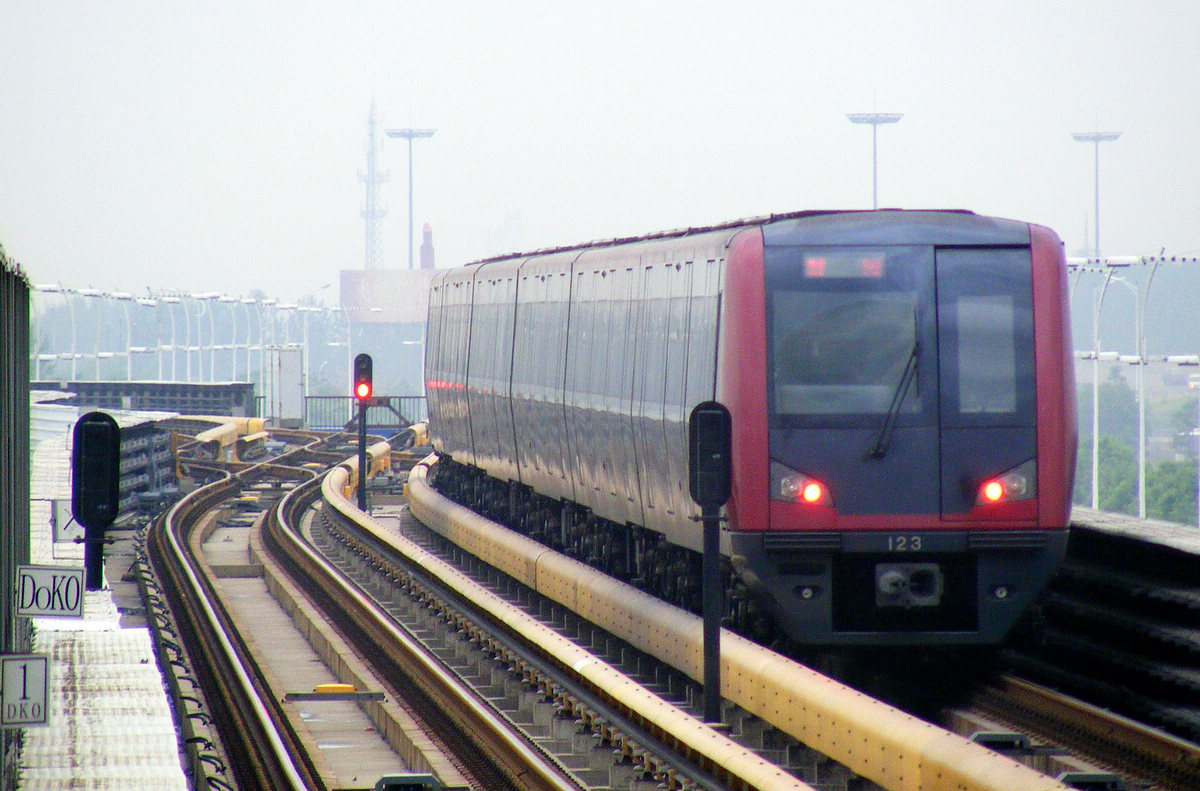
Trem do Metrô de Tianjin

O Aeroporto Internacional de Tianjin Binhai está localizado no distrito de Dongli, a aproximadamente 13 km do centro da cidade. A cidade também é servida pelo novo Aeroporto Internacional de Pequim Daxing em Pequim.
O porto de Tianjin é o maior porto artificial de águas profundas da China e ocupa o quinto lugar no mundo em movimento de carga. Localizado na Zona Econômica de Binhai, uma nova zona econômica especial chinesa, o porto de Tianjin é o porto de escala de cruzeiros internacionais que visitam a região como um todo, o que inclui Pequim.
O metrô de Tianjin era anteriormente operado por duas empresas, a Tianjin Metro General Corporation e a Tianjin Binhai Mass Transit Development Company. No entanto, em 2017, as duas empresas se fundiram como Tianjin Rail Transit Group Corporation. Eles estão atualmente em forte expansão de cinco para nove linhas. Seis linhas estão operando na cidade e na área de Binhai. Aberto em 1984, toda a rede do metrô de Tianjin tinha 185 estações ao longo de uma rede de 220 km.
Existem várias estações ferroviárias na cidade, sendo a principal a Estação Ferroviária de Tianjin, construída em 1888. A estação era inicialmente localizada em Wangdaozhuang e posteriormente transferida para Laolongtou, nas margens do rio Hai He, em 1892, de modo que a estação foi renomeada para Estação Ferroviária de Laolongtou. A estação foi reconstruída do zero em 1988. As obras de reconstrução começaram em 15 de abril de 1987 e foram concluídas em 1 de outubro de 1988. Em janeiro de 2007, a estação iniciou outro projeto de reestruturação de longo prazo para modernizar a instalação e como parte do projeto maior do hub de transporte de Tianjin, envolvendo as linhas 2, 3 e 9 do metrô de Tianjin, bem como o trem de alta velocidade Tianjin-Pequim.
Tianjin tem três rodovias circulares. Os rodoanéis interno e médio não são rodovias de tráfego controlado e têm interseções de semáforos. O rodoanel externo é a coisa mais próxima de uma autoestrada, embora o tráfego seja frequentemente caótico.